# Nguyễn Ngọc Trường Sơn
Nguyễn Ngọc Trường Sơn (Kien Giang, 23 febbraio 1990) è uno scacchista vietnamita.
Ha ottenuto la terza norma di Grande maestro in dicembre 2004, all'età di 14 anni, 9 mesi e 22 giorni, tra i più giovani di sempre. Ha raggiunto il suo massimo rating FIDE nel mese di novembre 2011 con 2665 punti Elo.

## Principali risultati
- 1999 :  medaglia di bronzo nel campionato asiatico U-10;
- 2000 :  medaglia d'oro nel campionato del mondo dei giovani U-10;
- 2001 :  medaglia d'oro nel campionato asiatico U-12;
- 2002 :  in settembre ottiene il titolo di Maestro Internazionale;
- 2004 :  in dicembre vince il First Saturday-GM di Budapest, ottenendo la terza norma di GM;
- 2004 :  viene nominato "atleta dell'anno" del Vietnam;
- 2005 :  in dicembre vince il torneo South East Asia Games nelle Filippine;
- 2010 :  in febbraio si classifica quinto nell'open Aeroflot di Mosca;[2]
- 2010 :  secondo nel torneo di Biel, dietro a Fabiano Caruana[3]
- 2013 :  quinto nel campionato del mondo blitz di Chanty-Mansijsk[4]
- 2014 :  medaglia d'oro in seconda scacchiera alle olimpiadi di Tromsø (+7 =3 –0)[5]
- 2022 :  vince il Campionato vietnamita rapid.[6]

## Vita privata
È sposato con la scacchista vietnamita Pham Le Thao Nguyen.